# Equips de la temporada 2005/06 de la Primera Divisió Espanyola
A la temporada 2005/06 de la primera divisió Espanyola hi van prendre part vint equips. La competició la va guanyar el FC Barcelona, per davant del Reial Madrid, València CF i CA Osasuna. Per contra, van baixar a Segona Divisió el Deportivo Alavés, Cadis CF i Màlaga CF.

## FC Barcelona
| - Valdés 35 - Puyol 35 - 1 gol - Eto'o 34 - 26 gols - Oleguer 33 - Iniesta 33 - Deco 29 - 2 gols - Giuly 29 - 5 gols - Ronaldinho 29 - 17 gols - Edmilson 28 - Larsson 28 - 10 gols - Belletti 27 - Sylvinho 26 - 2 gols - Márquez 25 - Van Bommel 24 - 2 gols - Van Bronckhorst 19 | - Messi 17 - 6 gol - Xavi 16 - Motta 15 - 1 gol - Ezquerro 12 - 2 gols - Gabri 11 - Maxi López 6 - Rodri 4 - Jorquera 3 - Ludovic 2 - Martos 1 - Montañés 1 - Olmo 1 - Orlandi 1 - Pitu Comadevall 1 - Masó 1 |

Entrenador: Frank Rijkaard 38

## Reial Madrid
| - Casillas 37 - Robinho 37 - 8 gols - Roberto Carlos 35 - 5 gols - Sergio Ramos 33 - 4 gols - Guti 33 - 4 gols - Baptista 32 - 8 gols - Beckham 31 - 3 gols - Zidane 29 - 9 gols - Míchel Salgado 27 - Raúl 26 - 5 gols - Ronaldo 23 - 14 gols - Pablo García 22 - Helguera 19 - Cicinho 19 - 2 gols | - Gravesen 17 - Mejía 17 - 1 gol - Raúl Bravo 15 - 2 gols - Diogo 13 - Cassano 12 - 1 gol - Soldado 11 - 2 gols - Pavón 10 - Woodgate 9 - De la Red 3 - Balboa 2 - Diego López 2 - Miñambres 0 |

Entrenador: Vanderlei Luxemburgo 14, Juan Ramón López Caro 24

## València Club de Futbol
| - Villa 37 - 25 gols - Cañizares 36 - Aimar 32 - 5 gols - Moretti 33 - Angulo 32 - 6 gols - Albelda 32 - 2 gols - Baraja 31 - 4 gols - Miguel 31 - 1 gol - Mista 29 - 1 gol - Albiol 29 - 1 gol - Marchena 25 - Fábio Aurélio 24 - 2 gols - Regueiro 24 - 3 gols - Ayala 23 - 2 gols - Vicente 21 - 2 gols | - Rufete 19 - Hugo Viana 19 - Kluivert 10 - 1 gol - Navarro 8 - 2 gols - Edú 6 - Di Vaio 5 - Carboni 5 - Caneira 5 - Jorge López 5 - Curro Torres 3 - Butelle 1 - Mora 1 - Pablo Hernández 1 - De los Santos 0 |

Entrenador: Quique Sánchez Flores 38

## CA Osasuna
| - David López 34 - 6 gols - Raúl García 33 - 5 gols - Puñal 34 - 4 gols - Milosevic 32 - 11 gols - Webó 31 - 6 gols - Javier Flaño 31 - Ricardo 30 - Muñoz 30 - 5 gols - Josetxo 29 - Cuellar 29 - 1 gol - Delporte 27 - 3 gols - Moha 27 - 2 gols | - Romeo 24 - 4 gols - Clavero 22 - Cruchaga 20 - Valdo 19 - 2 gols - Corrales 18 - Miguel Flaño 12 - Sosa 11 - Elia 8 - Juanma Ortiz 7 - Izquierdo 7 - Fran Moreno 7 - Brit 4 |

Entrenador: Javier Aguirre Onaindia 38

## Sevilla FC
| - Palop 36 - Alves 35 - 3 gols - Jesús Navas 34 - 2 gols - David 33 - Martí 33 - 1 gol - Adriano 32 - 3 gols - Kanouté 32 - 6 gols - Saviola 29 - 9 gols - Maresca 29 - 8 gols - Kepa 26 - 6 gols - Javi Navarro 25 - Luis Fabiano 23 - 5 gols - Aitor Ocio 23 - 2 gols - Renato 21 - 1 gol - Dragutinovic 21 - 1 gol - Jordi López 19 - 1 gol | - Puerta 17 - 2 gols - Escudé 16 - Fernando Sales 13 - 1 gol - Jesuli 6 - David Prieto 4 - Capel 4 - Pablo Alfaro 4 - Crespo 3 - Antonio López 2 - Notario 2 - Alfaro 2 - Bruno 2 - Pablo Ruiz 2 - Sergio Ramos 1 - Makukula 0 |

Entrenador: Juande Ramos 38

## Celta de Vigo
| - Pinto 37 - Ángel 37 - 2 gols - Oubiña 36 - 1 gol - Silva 34 - 4 gols - Fernando Baiano 33 - 13 gols - Núñez 32 - 2 gols - Canobbio 32 - 8 gols - Contreras 29 - 4 gols - Iriney 29 - Lequi 29 - 2 gols - Sergio Fernández 26 - Jorge 26 - 2 gols - Placente 25 | - Javi Guerrero 19 - Perera 17 - 4 gols - De Ridder 17 - 1 gol - Gustavo López 16 - 1 gol - Aspas 15 - 1 gol - José Enrique 14 - Méndez 10 - Roberto De Souza 8 - Juan Sánchez 3 - Giovanella 2 - Esteban 2 - Isaac 0 - Yago 0 |

Entrenador: Fernando Vázquez Pena 38

## Vila-real CF
| - Arruabarrena 33 - José Mari 32 - 5 gols - Forlán 32 - 10 gols - Senna 30 - 3 gols - Viera 29 - Gonzalo Rodríguez 29 - Josico 27 - 1 gol - Riquelme 25 - 12 gols - Peña 25 - Javi Venta 25 - Roger 24 - 2 gols - Cazorla 23 - Tacchinardi 23 - 2 gols - Hèctor Font 21 - 1 gol - Quique Álvarez 21 | - Sorín 20 - 3 gols - Guayre 17 - 2 gols - Calleja 13 - 1 gol - Arzo 12 - Guille Franco 12 - 4 gols - Figueroa 12 - 2 gols - Barbosa 10 - Josemi 9 - Kromkamp 6 - Xisco Nadal 4 - 1 gol - Alcántara 3 - Valencia 2 - Óscar López 1 - Rubio 1 - López Vallejo 0 |

Entrenador: Manuel Luis Pellegrini Ripamonti 38

## Deportivo de La Corunya
| - Molina 38 - Capdevila 36 - 4 gols - Diego Tristán 36 - 11 gols - Sergio 36 - 3 gols - Munitis 33 - 2 gols - Manuel Pablo 31 - Duscher 31 - Coloccini 26 - Rubén Castro 24 - 3 gols - Juanma 23 - 4 gols - De Guzmán 22 - 1 gol - Víctor 21 - 4 gols - Valerón 20 - 4 gols - Romero 20 - Jorge Andrade 18 - 1 gol - Arizmendi 17 - 2 gols | - Scaloni 15 - Héctor 15 - Xisco 12 - 1 gol - Iago 11 - 2 gols - Iván Carril 10 - 1 gol - Taborda 9 - 1 gol - Gallardo 7 - César 7 - Acuña 5 - Momo 5 - Senel 3 - Jesús Muñoz 1 - Dani Mallo 0 - Munúa 0 - Pablo Amo 0 - Pita 0 |

Entrenador: Joaquín Caparrós 38

## Getafe CF
| - Pernía 36 - 10 gols - Diego Rivas 33 - Gavilán 32 - 4 gols - Riki 32 - 8 gols - Güiza 32 - 9 gols - Mario Cotelo 30 - Paunovic 30 - 10 gols - Belenguer 29 - 1 gol - Redondo 27 - 2 gols - Luis García 25 - Vivar Dorado 25 - 2 gols - Pulido 25 - 2 gols | - Contra 24 - Matellán 22 - Pachón 22 - 2 gols - Celestini 19 - Alberto Aguilar 16 - Tena 16 - 1 gol - Craioveanu 14 - Calatayud 13 - Cubillo 11 - Nano 8 - 2 gols - Paredes 7 - Jajá Coelho 2 |

Entrenador: Bernd Schuster 38

## Atlético de Madrid
| - Petrov 36 - 1 gol - Antonio López 36 - 3 gols - Fernando Torres 36 - 13 gols - Pablo 35 - 2 gols - Leo Franco 34 - Perea 34 - Gabi 32 - 1 gol - Kezman 30 - 8 gols - Maxi Rodríguez 29 - 10 gols - Luccin 29 - 2 gols - Galletti 26 - 1 gol - Velasco 25 - Ibagaza 25 - Zahínos 17 - 1 gol - Valera 17 - 2 gols | - Colsa 14 - 1 gol - García Calvo 12 - Molinero 11 - Marqués 7 - Manu del Moral 5 - Falcón 5 - Mario Suárez 4 - Vara 2 - Braulio 1 - Roberto 1 - Antonio Moreno 1 - Arizmendi 1 - Rufino 1 - Sicilia 1 - Cuéllar 0 |

Entrenador: Carlos Bianchi 18, José Murcia González 20

## Reial Saragossa
| - Ewerthon 37 - 12 gols - Diego Milito 36 - 15 gols - Óscar González 36 - 3 gols - César Sánchez 35 - Zapater 35 - Ponzio 35 - 1 gol - Milito 34 - 1 gol - Toledo 32 - Álvaro 31 - Cani 30 - 2 gols - Savio 30 - 4 gols - Generelo 30 - 1 gol - Celades 26 | - Movilla 25 - 1 gol - Sergio García 19 - 4 gols - Cuartero 15 - Lafita 13 - Aranzábal 9 - Capi 8 - Valbuena 5 - Chus Herrero 5 - Corona 3 - César Jiménez 1 - Miguel 0 - Juanjo Camacho 0 |

Entrenador: Víctor Muñoz Manrique 38

## Athletic Club de Bilbao
| - Iraola 38 - 3 gols - Orbaiz 36 - 3 gols - Luis Prieto 36 - 4 gols - Yeste 35 - 4 gols - Gurpegi 30 - 2 gols - Lacruz 30 - 3 gols - Etxeberria 29 - 3 gols - Tiko 28 - 1 gol - Urzaiz 26 - 12 gols - Murillo 26 - Expósito 24 - Casas 24 - 2 gols - Dañobeitia 22 - 1 gol - Llorente 22 - 2 gols - Lafuente 20 - Aranzubía 18 - Ustaritz 17 - Guerrero 17 - Aduriz 15 - 6 gols | - Amorebieta 15 - Ibón Gutiérrez 6 - Javi González 5 - Tarantino 3 - Bordas 2 - Felipe Guréndez 1 - 1 gol - Urko Arroyo 1 - Escalona 0 - Solabarrieta 0 - Paredes 0 - Ormazábal 0 - Jon Moya 0 - Lizoain 0 - Karanka 0 - Jonan 0 - Garmendia 0 - Gontzal 0 - Eder 0 - Zubiaurre 0 |

Entrenador: José Luis Mendilibar Etxebarria 10, Javier Clemente Lázaro 28

## RCD Mallorca
| - Arango 37 - 11 gols - Tuni 34 - Fernando Navarro 33 - 1 gol - Prats 30 - Jonás Gutiérrez 30 - 2 gols - Pereyra 29 - 1 gol - Casadesús 28 - 5 gols - Cortés 27 - Campano 26 - 1 gol - Okubo 26 - 2 gols - Doni 24 - 2 gols - Ballesteros 20 - Maciel 19 - Potenza 17 | - Farinós 17 - 1 gol - Nunes 17 - Borja 16 - Pisculichi 16 - 3 gols - Yordi 16 - 4 gols - Iuliano 14 - 2 gols - Basinàs 14 - Tuzzio 10 - Moyà 9 - Khutos 9 - 2 gols - Peralta 7 - Braulio 2 - Toni Muñoz 1 - Rafita 1 |

Entrenador: Héctor Cúper 23, Gregorio Manzano Ballesteros 15

## Reial Betis
| - Joaquín 35 - 3 gols - Juanito 34 - 2 gols - Rivera 34 - Edú 34 - 3 gols - Melli 31 - Varela 29 - 1 gol - Arzu 29 - 1 gol - Assunçao 26 - 1 gol - Xisco 25 - 1 gol - Dani Martín 25 - 5 gols - Doblas 24 - Capi 21 - 1 gol - Rivas 20 - 1 gol - Robert 19 - 7 gols | - Luis Fernández 19 - 1 gol - Òscar López 18 - Contreras 17 - Nano Rivas 14 - Fernando 13 - 1 gol - Tardelli 12 - Miguel Ángel 10 - Oliveira 9 - 4 gols - Israel 8 - Castellini 7 - Juanlu 3 - Cañas 3 - Lembo 2 |

Entrenador: Llorenç Serra Ferrer 38

## RCD Espanyol
| - Luis García 36 - 10 gols - Jarque 34 - 4 gols - Lopo 33 - Corominas 32 - 3 gols - Eduardo Costa 31 - De la Peña 30 - Juanfran 30 - 1 gol - Tamudo 29 - 10 gols - Fredson 28 - 4 gols - Zabaleta 27 - 2 gols - David García 27 - Ito 26 - Iraizoz 21 | - Moisés Hurtado 20 - Armando Sá 20 - 1 gol - Pandiani 18 - 1 gol - Kameni 17 - Domi 17 - Jofre 12 - Sergio Sánchez 11 - Pochettino 11 - Riera 8 - Posse 4 - Jonathan Soriano 3 - Miki 2 - Yagüe 1 |

Entrenador: Miguel Ángel Lotina Oruechebarría 38

## Reial Societat
| - Xabi Prieto 38 - 9 gols - Mikel Alonso 37 - 1 gol - Labaka 33 - 1 gol - Riesgo 33 - Uranga 33 - Garrido 33 - Novo 33 - 2 gols - Nihat 32 - 7 gols - López Rekarte 31 - Jáuregi 23 - 1 gol - Gaizka Garitano 19 - 3 gols - Skoubo 18 - 5 gols - Barkero 17 - 2 gols - Mark González 16 - 5 gols - Gabilondo 16 - 1 gol - Stevanovic 15 - 1 gol | - Ansotegi 13 - 1 gol - Cifuentes 13 - Aranburu 13 - 1 gol - Larrea 12 - Viáfara 11 - Kovacevic 9 - 4 gols - Alberto 6 - De Paula 6 - 3 gols - Boris 3 - Díaz de Cerio 3 - Mikel González 3 - Brechet 3 - Agirretxe 1 - Zubiaurre 0 - Rossato 0 |

Entrenador: José María Amorrortu Prieto 21, Gonzalo Arconada Echarri 8, José Maria Bakero Escudero 9

## Racing de Santander
| - Dudu Aouate 37 - Pinillos 33 - Vitolo 33 - Felipe Melo 33 - 3 gols - Òscar Serrano 32 - 1 gol - Antoñito 32 - 9 gols - Ayoze 28 - 2 gols - Casquero 26 - 5 gols - Moratón 24 - Antonio Tomás 23 - Matabuena 23 - 3 gols - Juanjo 22 - 3 gols - Oriol 19 - Damià 18 - 3 gols - Jonathan Valle 18 | - Aganzo 17 - 3 gols - Pablo Alfaro 17 - 1 gol - Neru 15 - Stéphane Dalmat 13 - Pinilla 13 - 1 gol - Raúl 13 - Wilfried Dalmat 11 - 1 gol - Regragui 9 - Garay 7 - Samuel 7 - Portilla 3 - Marqués 2 - Valencia 1 - Álex García 1 - Ho Jin Lee 1 |

Entrenador: Manuel Preciado Rebolledo 34, Nando Yosu 4

## Deportivo Alavés
| - Nené 38 - 9 gols - Juanito 37 - Edu Alonso 35 - Bodipo 35 - 7 gols - Astudillo 33 - 1 gol - Aloisi 33 - 10 gols - Jandro 32 - Constanzo 31 - Sarriegi 30 - 2 gols - Coromina 27 - Carpintero 27 - 2 gols - De Lucas 22 - 2 gols - Gaspar 21 - Mehdi 19 | - Rubén Navarro 15 - Pellegrino 13 - Georgiev 10 - Mena 10 - Wesley 10 - 1 gol - Poli 9 - Bonano 7 - Arthuro 6 - Thiaw 5 - Elton 4 - Ibon Begoña 4 - Carreras 4 - Téllez 4 - Antchouet 3 |

Entrenador: Chuchi Cos 18, Juan Carlos Oliva Fornos 5, Mario Luna Sarmiento 15

## Cadis CF
| - Enrique 36 - 4 gols - Sesma 36 - 7 gols - Varela 35 - Fleurquin 30 - 1 gol - Estoyanoff 29 - 2 gols - Oli 29 - 1 gol - Pavoni 29 - 4 gols - De Quintana 28 - Raúl López 27 - 1 gol - Bezares 27 - Armando 25 - Suárez 23 - Abraham Paz 22 - 1 gol - Lucas 20 - 7 gols | - Medina 19 - 4 gols - De la Cuesta 15 - Morán 15 - Benjamín 14 - Berizzo 14 - Limia 13 - Mirosavljevic 13 - 2 gols - Vella 10 - Ivan Ania 9 - Mario Silva 7 - Manolo Pérez 4 - 1 gol - Marc Bertran 1 - Navas 0 |

Entrenador: Víctor Rodolfo Espárrago Videla 38

## Málaga CF
| - Arnau 36 - Antonio Hidalgo 35 - 4 gols - Alexis 34 - 3 gols - Salva Ballesta 34 - 6 gols - Edgar 33 - 4 gols - Nacho 32 - 3 gols - Juan Rodríguez 29 - 1 gol - Fernando Sanz 29 - 1 gol - Gerardo 29 - 2 gols - César Navas 28 - 2 gols - Couñago 27 - 3 gols - Morales 23 - 1 gol - Bóvio 17 - 1 gol - Gabriel 17 - Valcarce 16 - Anderson 15 | - Gámez 15 - Duda 14 - 4 gols - Antonio López 13 - Manu Sánchez 12 - Paco Esteban 11 - Litos 8 - 1 gol - Ribeiro 5 - Romero 4 - Goitia 2 - Saúl 2 - Pina 2 - Usero 2 - Diego Castro 2 - Ador 2 - Manolo Reina 1 - Javi Muñoz 0 |

Entrenador: Antonio Tapia Flores 21, Manuel Ruiz Hierro 17